# Хосе Вантольра
Хосе Вантольра (ісп. José Vantolrá, нар. 30 березня 1943, Мехіко) — мексиканський футболіст, що грав на позиції правого захисника за клуб «Толука» та національну збірну Мексики.

## Клубна кар'єра
У дорослому футболі дебютував 1962 року виступами за команду «Толука», кольори якої і захищав протягом усієї своєї кар'єри гравця, що тривала дванадцять років. За цей час став дворазовим чемпіоном Мексики, дворазовим володарем Суперкубка Мексики, а також вололарем Кубка чемпіонів КОНКАКАФ. 

## Виступи за збірну
1963 року дебютував в офіційних матчах у складі національної збірної Мексики.
У складі збірної був учасником домашнього для мексиканців чемпіонату світу 1970, на якому господарі припинили боротьбу на стадії чвертьфіналів. На турнірі був гравцем основного складу збірної Мексики, взявши участь у всіх чотирьох іграх команди.
Загалом протягом кар'єри у національній команді, яка тривала 8 років, провів у її формі 26 матчів.

## Титули і досягнення
- Чемпіон Мексики (2):

«Толука»: 1966-1967, 1967-1968
- Володар Суперкубка Мексики (2):

«Толука»: 1967, 1968
- Володар Кубка чемпіонів КОНКАКАФ (1):

«Толука»: 1968